# René Aufhauser
René Aufhauser (Voitsberg, 21 juni 1976) is een Oostenrijks betaald voetballer die bij voorkeur als middenvelder speelt. Hij verruilde in januari 2010 Red Bull Salzburg voor LASK Linz.

## Clubcarrière
Aufhauser werd Oostenrijks landskampioen in 2004 (met Grazer AK), 2007 en 2009 (beide met Red Bull Salzburg) en won de Beker van Oostenrijk in 2002 en 2004 (beide met Grazer AK).

## Interlandcarrière
In 2001 werd hij voor de eerste keer opgeroepen voor het Oostenrijkse nationale ploeg voor een duel tegen Liechtenstein, maar hij bleef de hele wedstrijd op de reservebank. Zijn debuut volgde alsnog op 27 maart 2002 in de vriendschappelijke wedstrijd tegen Slowakije, tegelijkertijd met Ferdinand Feldhofer (Rapid Wien), Jürgen Panis (FC Tirol), Roland Linz (Austria Wien), Thomas Höller (FC Kärnten) en Thomas Hickersberger (SV Salzburg).

## Erelijst
Grazer AK
- Oostenrijks landskampioen

2004
- Beker van Oostenrijk

2002, 2004
 Red Bull Salzburg
- Oostenrijks landskampioen

2007, 2009